# 땅콩버터

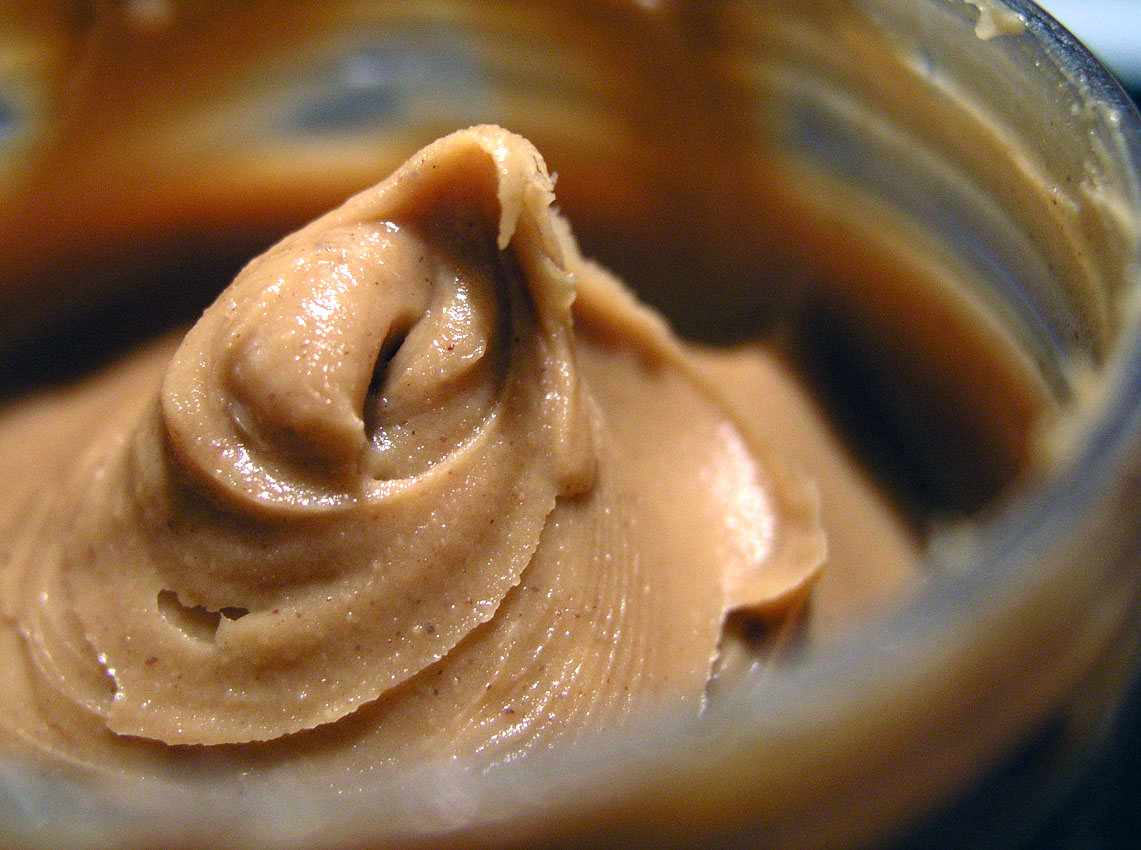
부드러운 질감의 땅콩버터

땅콩버터(peanut butter)는 볶은 땅콩을 주재료로 잘게 빻아 반죽 형태로 만든 너트 버터(nut butter) 스프레드의 일종이다. 북아메리카, 네덜란드, 영국과 필리핀, 인도네시아 등 아시아 일부에서 인기가 높다. 주로 식빵에 발라 먹고, 젤리·잼 등을 함께 넣은 '땅콩버터 젤리 샌드위치'를 만들어 먹기도 한다.
미국과 중국이 땅콩버터의 주요 수출국이다. 다른 견과류를 유사한 방식으로 가공한 아몬드 버터나 참깨 버터 등도 만들어진다.

## 개발 역사
현재 시판하는 땅콩버터는 조지 워싱턴 카버의 생산 방식을 따른 제품들이나, 땅콩을 으깨서 반죽형태로 요리에 사용한 것은 남아메리카에서 오래 된 요리 방법중 하나이다.
땅콩은 남아메리카가 원산지로, 수백년 전부터 토착민인 아스테카인들이 땅콩을 으깨어 반죽 형태로 사용했다. 땅콩을 으깨어 만든 반죽 음식은 수세기동안 몇가지 방식으로 소비되어 왔고, 이런 땅콩 반죽물과 땅콩버터의 구분은 모호한 측면이 있다. 아스테카인들이 사용한 것과 같은 초기 땅콩버터는 볶은 땅콩으로만 만들어졌다. 이런 초기의 땅콩버터는 얇게 펴서 바르기 힘들고, 덜 부드러웠으며, 당도가 덜했다. 이후 식물성 기름이 땅콩 반죽에 같이 사용되면서 빵에 바르기 쉬워졌고, 현대식 분쇄기가 개발되면서 매우 부드러운 땅콩버터를 만들수 있게 되었다.
오늘날과 같은 땅콩버터에 대한 처음 기록은 1884년 캐나다 퀘벡주 몬트리올에 살던 마셀러스 에드슨(Marcellus Gilmore Edson)에게 미국 특허청이 발급한 특허에 남아있다. 에드슨은 뜨거운 표면에서 유체(流體)상태가 될때까지 볶은 땅콩을 분쇄하는 공정을 개발해 특허를 받을 수 있었다. 가공뒤 식혀진 땅콩버터는 고형의 버터나 라드와 같은 질감을 갖는다. 흑인 발명가 조지 워싱턴 카버(George Washington Carver)는 에드슨의 가공법을 생산과정에 응용해 오늘날 상업적으로 판매되는 땅콩버터를 개발했고, 이 덕분에 미국에서 땅콩버터의 개발자로 인정받는다.
1890년대 세인트루이스의 의사인 암프로스 스트라우(Dr. Ambrose Straub)는 치아가 없는 노인들이 단백질을 섭취할 수 있는 방법을 연구했다. 1903년 그가 발명한 땅콩버터 제조기가 특허를 획득했다. 미국에서 1월 24일은 '땅콩버터의 날'로 지정되어 있다.

## 종류
땅콩버터의 종류는 다음과 같이 나뉜다.
- 전통적(conventional) 땅콩버터: 최대 10%의 소금, 설탕, 수소화 식물성 기름으로 구성[7]
- 바삭바삭(crunchy), 통통한(chunky) 땅콩버터: 추가적인 질감을 주기 위해 거칠게 갈린 땅콩 조각들을 포함한다.[8]
- 부드러운(smooth) 땅콩버터: 땅콩을 균일하게 갈아서, 옥수수 시럽과 식물성 기름 등을 첨가하여 버터와 같은 두껍고 크림 같은 질감을 만드는 것[9]
- 천연(natural) 땅콩버터: 일반적으로 땅콩과 소금만을 함유하고 땅콩기름과 땅콩 페이스트를 결합하는 유화제를 사용하지 않고 판매하므로 소비 전에 재료를 재조합하기 위해 저어주어야 한다.[7]
- 유기농(organic) 및  장인(artisanal) 땅콩버터: 시장이 작다.[10][11] 장인 땅콩버터는 일반적으로 방부제나 첨가물이 없으며 1970년경에 처음으로 사용된 가내수공업 시설에서 수작업으로 만들어졌다.[12]

## 생산과정

### 재배·수확

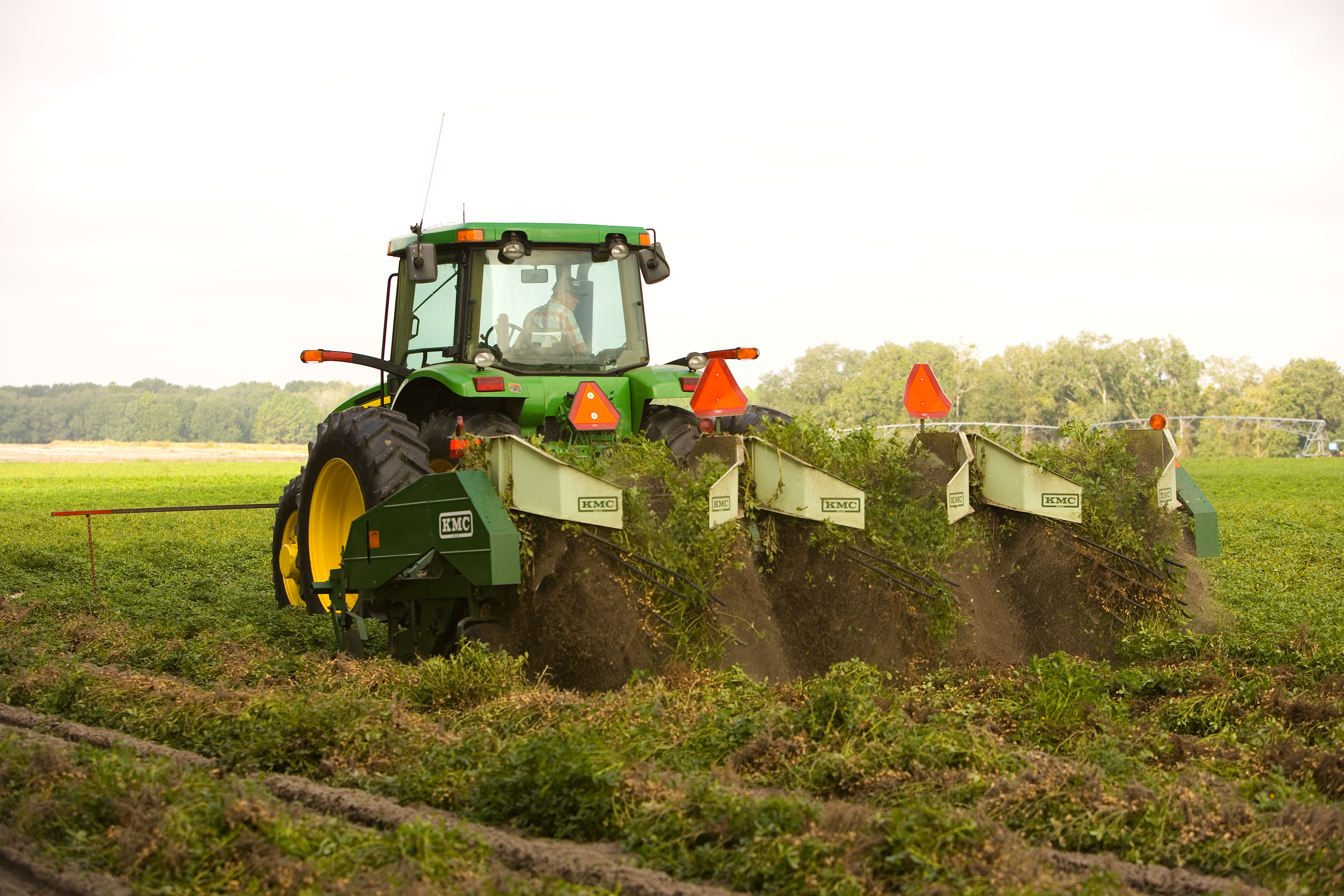
땅콩 수확 과정의 첫 번째 단계를 완료하는 데 사용되는 트랙터

땅콩은 기상 조건상 보통 봄에 심는다. 땅콩은 노란색 꽃이 피고 시든 뒤 구부러져 흙 속으로 스며들어 흙 속에서 땅콩이 자라기 시작한다. 날씨가 맑은 8월 하순부터 10월까지 땅콩을 수확한다. 이 날씨에는 토양이 건조해 수확할 때 토양이 줄기와 꼬투리에 달라붙지 않는다. 그런 다음 땅콩을 덩굴에서 제거하고 기계적 건조를 위해 땅콩 껍질 제거 기계로 운반한다. 수확 후 땅콩은 청소를 위해 창고로 운반되며, 이곳에서 껍질을 벗기지 않은 상태로 사일로에 보관된다.

### 껍질 벗기기
껍질을 제거하는 동안 씨앗이 손상되지 않도록 주의 깊게 껍질을 벗겨야 한다. 껍질을 벗기지 않은 땅콩의 수분을 조절하여 껍질과 알맹이가 과도하게 부서지는 것을 방지하고, 결과적으로 식물에 존재하는 먼지의 양을 줄인다. 그 후, 땅콩은 땅콩 배치를 위해 특별히 설정된 일련의 롤러로 보내져 땅콩이 부서진다. 이 후 땅콩은 오염 물질이 있는지 검사하는 선별 과정을 거친다.

### 로스팅
건식 로스팅 방식은 배치 방식과 연속 방식을 모두 사용다. 배치 방식에서는 땅콩을 회전 오븐에서 약 800 °F (430 °C)로 대량으로 가열한다. 다음으로, 각 배치의 땅콩을 균일하게 잡고 320 °F (160 °C) 오븐에서 약 40~60분 동안 구워낸다. 이 방법은 땅콩의 수분 함량이 다를 때 사용하기 좋다. 연속 방식에서는 열풍 로스터를 사용한다. 땅콩은 균일하게 구울 수 있도록 흔들어주는 동안 로스터를 통과한다. 드라이 로스팅의 완료는 광도계로 알 수 있다.  이 방법은 부패율을 낮추고 노동력이 덜 필요하기 때문에 대형 제조업체에서 선호한다.

### 냉각
건식 로스팅 후 땅콩은 가능한 한 빨리 오븐에서 꺼내어 블로어-쿨러(blower-cooler) 실린더에 직접 넣는다. 금속 실린더에는 많은 양의 공기를 끌어당길 수 있는 흡입 팬이 있어, 그러면 땅콩이 더 효율적으로 냉각될 수 있다. 냉각하면 기름과 수분을 유지하는 데 도움이 되므로 땅콩이 마르지 않는다. 실린더 내부 온도가 86 °F (30 °C)에 도달하면 냉각 과정이 완료된다.

### 데치기
낟알이 식은 후 땅콩은 열 데치기나 물로 데치기를 거쳐 남은 씨앗 껍질을 제거한다. 열 데치는 것에 비해 물 데치는 것은 새로운 공정이다. 물 데치기는 1949년에 처음 등장했다.

#### 열 데치기
땅콩은 껍질을 부드럽게 하고 쪼개기 위해 280 °F (138 °C)의 뜨거운 공기로 20분 이내로 가열된다. 그 후 땅콩은 데치는 기계에서 지속적인 증기에 노출된다. 그런 다음 강모나 부드러운 고무 벨트를 사용하여 껍질을 제거한다. 그 후, 이러한 껍질들은 분리되어 쓰레기 봉투에 불어 날린다. 한편, hearts of peanuts는 검사를 통해 분리된다.

#### 물 데치기
낟알들이 홈통에 배열된 후, 날카로운 고정된 칼날들을 통해 굴려서 그 낟알의 껍질의 반대편을 갈라준다. 껍질이 제거되는 동안, 낟알들은 1분간의 뜨거운 물에 담근후 canvas 위에 있는 스윙 패드 위에 놓인다. 패드의 흔들거리는 동작을 통해 껍질들을 벗긴다. 그 후, 데친 낟알들은 120 °F (49 °C)의 뜨거운 공기에 의해 최소 6시간 동안 건조된다.
데친 후에는 땅콩을 선별 검사하여 불에 타거나 썩은 땅콩을 제거한다. 연한 땅콩을 제거하기 위해 송풍기를 사용하기도 하고, 변색된 땅콩을 색분류기를 이용하여 제거하기도 한다.

### 분쇄
땅콩을 데친 후에 분쇄기로 보내어 땅콩버터로 만든다. 이때 두 가지 크기의 분쇄기를 통해 땅콩을 보낸다. 첫 번째 분쇄기에서는 중간 정도의 분쇄를 생성하고, 두 번째 분쇄기에서는 미세한 분쇄를 생성한다. 이때 미세 분쇄에는 소금, 설탕, 식물성 기름 안정제가 첨가될 수 있으며, 이는 풍미를 더하고 땅콩 버터가 균질한 혼합물로 유지되도록 한다. 이 단계에서 잘게 썬 땅콩을 첨가하여 "chunky" 땅콩 버터를 만들 수도 있다.

### 포장
포장하기 전에 땅콩버터를 먼저 식혀서 병에 밀봉해야 한다. 혼합물을 약 120 °F (49 °C)로 냉각하기 위해 열교환기로 펌핑한다. 식힌 땅콩 버터를 병에 넣고 진공 밀봉다. 이 과정을 통해 공기를 제거하고 땅콩 버터의 산소를 제거하여 산화를 억제한다. 그런 다음 병에 라벨을 붙이고 결정화가 일어날 때까지 따로 보관한다. 이후 땅콩버터 병은 소매업자에게 배포되는 상자에 포장되어 실온에서 보관된 후 소비자에게 판매된다.
2012년 기사에서는 "중국과 인도가 각각 땅콩 생산 1위와 2위"라고 명시했다. 미국은 "...세 번째로 큰 땅콩 생산국이다(조지아주와 텍사스주는 두 개의 주요 땅콩 생산 주이다)." 그리고 "미국 땅콩 작물의 절반 이상이 땅콩 버터를 만드는 데 사용된다."라고 명시했다.

## 영양가
땅콩버터는 모노 불포화 지방산과 레스베라트롤 함유량이 높다. 땅콩버터는 (땅콩과 마찬가지로) 단백질, 비타민 B3, 비타민 E, 마그네슘, 엽산, 식이 섬유, 아르기닌을 우리몸에 제공해주고, 항산화 물질인 폴리페놀이 많이 들어있다.

## 주의점
땅콩버터는 땅콩 알레르기가 있는 사람들에게 이상 반응을 일으킬수 있다. 심한 경우, 땅콩버터를 섭취한 후 과민성 쇼크를 보이는 경우도 있어 일부 학교에서는 급식이 금지되기도 한다.
땅콩 작물은 '아스페르길루스 플라부스'(Aspergillus flavus) 라는 곰팡이균에 취약한데, 이 곰팡이는 발암성이 있는 아플라톡신이란 독성 물질을 만들어 낸다.
땅콩에서 아플라톡신을 완전히 제거하는 것은 불가능하기 때문에, 많은 나라에서 땅콩과 땅콩을 이용한 제품의 발암물질 안전 기준을 정해두고 이에 대한 검사를 진행하고 있다. 1990년 한 조사에 따르면 미국에서 판매되는 땅콩버터에는 평균적으로 기준치 0.02 ppm보다 낮은 0.0057 ppm의 아플라톡신이 포함된 것으로 나타났다.
일부 땅콩버터 제품에는 식물성 기름을 수소화 시키는 과정에서 발생하는 트랜스지방이 포함되어 있는데, 트랜스지방은 동맥경화증, 심혈관계 질환, 뇌졸중을 유발하는 것으로 알려져 있다. 식물성 기름은 땅콩버터를 보관시 기름이 분리되는 것을 막는다. 인공 첨가물을 넣지 않은 땅콩버터에는 트랜스지방이 들어가지 않는다. 미국 농무부 조사에 따르면 미국에서 판매되는 땅콩버터에 아주 소량의 트랜스지방만이 들어 있는 것으로 나타났다.
일부 연구에서는 땅콩 기름이 동맥경화를 유발할 가능성이 있는 것으로 나타난다. 시카고 대학의 로버트 위슬러(Robert Wissler)는 원숭이를 대상으로 한 실험에서 땅콩 기름과 콜레스테롤을 다량 섭취 했을 때 동맥경화를 일으킬 가능성이 (버터 지방을 섭취한) 비교 대상군보다 높았다고 보고했다.
땅콩버터는 살모넬라균에 오염될 수도 있는데, 2007년 미국에서는 땅콩버터가 다른 음식들과 함께 살모넬라 감염 경로로 의심받기도 했다.
2009년 미국 조지아주의 땅콩버터 공장에서 만들어진 제품이 살모넬라균에 오염되어, 46개 주에서 땅콩버터와 이를 이용한 제품에서 살모넬라가 검출되기도 했다.
2009년 3월 17일 현재, 이 사고로 691명의 사람들이 감염되고 이중 9명이 숨졌다.

## 기타
플럼피넛(Plumpy'nut, 통통한 땅콩)은 저소득 국가의 영양실조를 돕기 위해, 땅콩버터를 이용해 만들어진 구호식량이다. 플럼피넛 하나는 500 킬로칼로리의 열량을 제공하고, 조리 과정을 거치지 않고 바로 섭취가 가능하다. 또 2년동안 상온에서 보관할 수 있다.
들새들을 위한 모이통은 솔방울위에 땅콩버터와 씨앗을 뿌려 만들수도 있다. 땅콩버터의 기름은 머리카락에 붙은 껌을 띠어내는데 유용하다. 2차 세계대전동안 땅콩버터는 속어로 "원숭이 버터"로 불렸다.
네덜란드에서는 땅콩버터대신 땅콩 치즈(pindakaas)라는 표현이 사용된다. 땅콩버터가 1948년 네덜란드에 소개되었을때, 버터라는 단어는 사용이 제한되어 있었고, 치즈를 의미하는 kaas라는 단어는 치즈가 포함되지 않은 다른 제품(leverkaas) 에도 이미 사용되고 있었다.

## 같이 보기
- 피넛 버터 앤드 젤리 샌드위치
- 스키피
- 시어버터
- 카카오버터
- 코코넛버터